# Kreditsikring
Kreditsikring (også kaldet Finansiel sikkerhedsstillelse) omfatter de måder, hvorpå en pengeudlåner (som bliver kreditor) kan opnå sikkerhed for det yderede lån, som udgør kreditten. I erhvervsforhold opnår låntager kapitaltilførsel ved, at kreditor får kreditsikring. Kreditsikring reducerer kreditors kreditrisiko, som betegner den risko, der er ved at låne penge ud til en låntager, som ikke kan betale lånet tilbage.
Der findes to kategorier af kreditsikring. Disse to kategorier er personel kreditsikring og reel kreditsikring.
Dertil findes kredit med ejendomsforbehold, der omfatter, at det kan være "aftalt, at sælgeren kan tage det solgte tilbage, hvis køberen ikke opfylder sin forpligtelse." Kreditsikring omfatter også kreditaftaler, kreditsikring, herunder kaution og pant; pant er omfattet af kreditaftaleloven.
Låntager bliver debitor i låneforholdet. Hvis debitor ikke kan opfylde sine forpligtelser om at betale de lånte penge tilbage med renter, så kan kreditor enten kræve, at kautionisten skal betale (ved personel kreditsikring) eller med fogedrettens hjælp gøre udlæg i den pantsatte genstand (ved reel kreditsikring), jf. retsplejeloven. Ved at kreditor opnår kreditsikring, øges kreditors changer for, at kreditor kan få noget af økonomisk værdi, som så kan sælges på tvangsauktion, hvis debitor går konkurs.

## Personel kreditsikring
Personel kreditsikring består af forskellige typer kaution, som fx selvskyldnerkaution, tabskaution og kontrakaution. Kaution for banklån er reguleret af lov om finansiel virksomhed §§ 47-48.

## Reel kreditsikring
Reel kreditsikring udgøres består i, at kreditor opnår pant i en af låntagers (debitors) ejendele. Reel kreditsikring betegnes også pantsætning.
En løsøregenstand (som fx en bil) kan ske som enten håndpant eller underpant.
Alle andre pantsatte genstande er omfattet af underpant. Pant i fast ejendom er den mest kendte type pantsætning; der findes flere typer pantebreve, så som ejepantebrev og skadesløsbrev.
Desuden findes pant i fordringer; foruden virksomhedspant. Virksomhedspant udgør pant i virksomhedens aktiver, herunder varelager.

### Sikringsakt
Ved reel kreditsikring skal der som hovedregel foretages en sikringsakt. En sikringsakt kan bestå i tinglysning med hjemmel i tinglysningsloven; eller meddelelse til andre panthavere (kaldet denunciation), jf. gældsbrevsloven § 31, stk. 1; for håndpant er sikringsakten rådighedsberøvelse.

## Kreditors opfattelse af kreditsikring
Ved at se kreditsikring med kreditors øjne bliver det tyderligere, at kaution og pansætning tjener samme formål, nemlig at sikre kreditor tilbagebetaling af det lånte beløb, hvis lånets hovedmand ikke kan betale. Set fra kreditors side fungerer kaution som sikkerhed på linje med fx pantsætning af fast ejendom.